# Matrix Zmartwychwstania

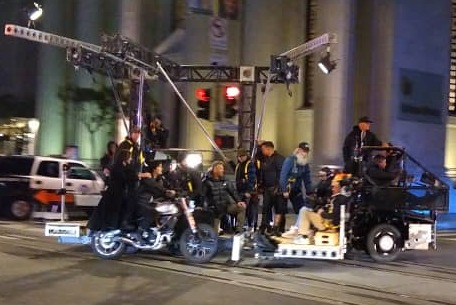
Keanu Reeves i Carrie Ann Moss podczas kręcenia zdjęć

Matrix Zmartwychwstania (ang. The Matrix Resurrections) – amerykański film fantastycznonaukowy z 2021 roku w reżyserii Lany Wachowski; czwarta część serii filmowej Matrix.

## Fabuła
Thomas Anderson prowadzi pozornie zwyczajne życie, biorąc niebieskie pigułki. Miewa jednak niepokojące przebłyski pamięci, z których zwierza się psychologowi. Spotyka ponownie Trinity i rozpoczyna nową przygodę.

## Obsada
- Keanu Reeves[1] – Thomas Anderson / Neo
- Carrie-Anne Moss[1] – Tiffany / Trinity
- Yahya Abdul-Mateen II[1] – Morfeusz
- Jada Pinkett Smith[1] – Niobe
- Lambert Wilson – Merowing
- Jessica Henwick[1] – Bugs
- Eréndira Ibarra[1] – Lexy
- Jonathan Groff – Smith
- Priyanka Chopra[1] – Sati
- Neil Patrick Harris – The Analyst
- Christina Ricci – Gwyn de Vere
- Telma Hopkins – Freya
- Toby Onwumere – Sequoia
- Max Riemelt – Sheperd
- Brian J. Smith – Berg
- Andrew Caldwell – Jude
- Ellen Hollman – Echo
- Daniel Bernhardt – Agent Johnson[1] (nieuwzgl. w napisach)

## Produkcja
Zdjęcia do filmu rozpoczęto w lutym 2020 w Chicago. Dalsze zdjęcia kręcono też w Niemczech, w Studiu Babelsberg. Główny okres zdjęciowy zakończono 11 listopada 2020.

## Premiera
Początkowo film miał się pojawić w amerykańskich kinach 21 maja 2021, lecz premiera została przesunięta najpierw na 1 kwietnia 2022, a później na 22 grudnia 2021.

## Odbiór
W agregatorze recenzji Rotten Tomatoes 64% ze 296 recenzji uznano za pozytywne, a średnia ocen wystawionych na ich podstawie wyniosła 6,2 na 10. Z kolei w agregatorze Metacritic średnia ważona ocen z 56 recenzji wyniosła 63 punkty na 100.